# 사정재결
위원회는 심판청구가 이유 있다고 인정하면 인용재결을 하는 것이 원칙이나, 이를 인용하는 것이 공공복리에 크게 위배된다고 인정하면 그 심판청구를 기각하는 재결을 할 수 있는데 이를 사정재결(事情裁決)이라고 한다.

## 인정 이유
사정재결은 사익의 보호가 결과적으로 공익에 중대한 침해를 가져올 때 이를 시정하여 다수인 또는 국가 전체의 이익을 우선시켜 전체로서 공익보호를 확보하기 위한 것이다. 하지만 행정청은 당사자에게 상당한 구제방법을 강구해야 한다. 사정재결은 공익과 사익의 조절제도이다.

## 같이 보기
- 인용재결